# هنري أرمسترونغ ريد
هنري أرمسترونغ ريد (بالإنجليزية: Henry Armstrong Reed)‏ هو عسكري أمريكي، ولد في 27 أبريل 1858 في مونرو في الولايات المتحدة، وتوفي في 25 يونيو 1876 في Little Bighorn Battlefield National Monument ‏ في الولايات المتحدة بسبب قتل في المعركة.